# Goldbach (Düte)
Der Goldbach ist ein Nebenfluss der Düte, die selbst in die Hase mündet. Er ist über weite Abschnitte seines Laufs Landesgrenze zwischen Niedersachsen und Nordrhein-Westfalen.

## Verlauf
Die Goldbachquelle befindet sich im Lienener Ortsteil Holperdorp. Unterhalb des Lienener Berges und des Westerbecker Berges liegt der als Naturdenkmal der Gemeinde Lienen eingetragene Quellbereich. Zwei weitere Nebenquellen des Goldbachs sind ebenfalls Naturdenkmale. Nach wenigen hundert Metern auf Lienener Gebiet bildet der Goldbach für ein kurzes Stück die Grenze zwischen Lienen und Hagen am Teutoburger Wald bzw. Nordrhein-Westfalen und Niedersachsen.
Vor der Ortslage von Hagen wurde nach den starken Überschwemmungen durch das Regentief Cathleen im August 2010 ein Hochwasserrückhaltebecken im Forellental angelegt. Das im Juni 2020 fertiggestellte Bauwerk besteht aus einem 3,20 Meter hohen Damm mit einem Drosselbauwerk, welches den Ablauf des Goldbaches bei einem Starkregenereignis auf 3,5 m³ pro Sekunde reduziert. Insgesamt kann das Hochwasserschutzbecken 25.000 Kubikmeter Dütewasser zurückhalten. Vor der Ortslage Hagens liegt der Mühlenteich, hier mündet auch der Dillbach in die Düte.
Nach dem Durchfließen von Hagen nimmt er den linken Nebenfluss Sudenfelder Bach auf. Die Ortslagen von Gellenbeck und Natrup-Hagen werden nördlich passiert. Kurz nach der Natruper Mühle bildet der Goldbach bis zur Rheiner Landstraße bei Osnabrück-Atter (ehemalige Bundesstraße 65) über ein weites Stück erneut die Landesgrenze zwischen Niedersachsen und Nordrhein-Westfalen.